# Changbaibjergene
Changbaibjergene (i Korea kaldt Changbaekbjergene) er en bjergkæde der går  langs grænsen mellem Kina og Nord-Korea. Den berører de kinesiske provinser Jilin og Liaoning og de nordkoreanske provinser Ryanggang og Chagang. De fleste af bjergtoppene er på en højde på over 2.000 moh., med Paektusan på 2.744 moh. som det højeste
Changbaibjergene er habitat for et stort antal sjældne dyrearter, blandt andet bjørn, sibirsk tiger og amurleopard. Her vokser også den sjældne Korea-Thuja. I Jilin er over 2.100 km2 af bjergene beskyttet i naturbeskyttelsesområdet Changbai-shan  (長白山自然保護區).
Det var i disse bjerge at Bukuri Yongson ifølge legenderne blev født. Han var urforfaderen til Nurhaci og den manchuriske kongesslægt Aisin Gioro, som grundlagde Manchuriet og Qing-dynastiet i Kina.